# Ван Гомпель, Матиас
Матиас Ван Гомпель (нидерл. Mathias Van Gompel; род. 24 сентября 1995, Мерхаут, провинция Антверпен, Бельгия ) — бельгийский профессиональный  шоссейный велогонщик.

## Достижения
2013
1-й - Grand Prix Bati-Metallo (юниоры)
1-й - La Philippe Gilbert Juniors (юниоры)
3-й  - Чемпионат Европы - групповая гонка (юниоры)
2015
2-й - Tour de Flandre-Orientale (U-23)
2016
1-й - Чемпион Бельгии — индивидуальная гонка (U-23)
2-й - Тур провинции Намюр
2017
1-й - Зюйдкемпенсе Пейл
1-й - Internatie Reningelst
3-й - Брюссель — Опвейк